# Beania wilsoni
Beania wilsoni är en mossdjursart som beskrevs av William MacGillivray 1885. Beania wilsoni ingår i släktet Beania och familjen Beaniidae. Inga underarter finns listade i Catalogue of Life.